# 傅光明 (企业家)
傅光明（1953年10月2日—），江西省资溪县人，中华人民共和国企业家，圣农集团董事长。2018年，被评为改革开放40年百名杰出民营企业家。

## 生平
傅光明是资溪县鹤城镇大觉山村人。
1972年12月，在福州军区入伍。1978年4月退伍，回到光泽县武装部工作。1983年辞去公职，创办养鸡场。2005年被国务院授予全国劳动模范称号。